# Rivula dubitatrix
Rivula dubitatrix är en fjärilsart som beskrevs av Felix Bryk 1948. Rivula dubitatrix ingår i släktet Rivula och familjen nattflyn. Inga underarter finns listade.